# Балабин, Альберт Григорьевич
Альберт Григорьевич Балабин (укр. Альберт Григорович Балабін) (1934—2004) — советский и украинский скульптор по стеклу, график, народный художник Украины (1992).

## Биография
Учился в Ленинградском художественном училище на отделении живописи и в Ленинградском высшем художественно-промышленном училище на отделении стекла. С 1961 по 1963 работал на стеклозаводе «Неман», потом до 1968 на Керченском стеклотарном заводе. С 1968 работал на Киевском заводе художественного стекла, освоил ремесло стеклодува. Долгое время оставался в УССР (после распада СССР — Украине) единственным скульптором, создававшим свои работы от замысла до воплощения в стекломассе, без помощи мастеров. В 1968—1997 скульптор, затем главный скульптор КЗХС. С 1971 член Союза художников СССР. D 1982 удостоен звания «заслуженный художник УССР», через 10 лет, в 1992 и звания «народный художник Украины». Многократный участник Выставки достижений народного хозяйства СССР. 8 августа 1984 года за создание нового вида декоративной скульптуры из цветного и бесцветного стекла награждён Серебряной медалью ВДНХ СССР. За авторскую разработку и мастерство исполнения скульптур «Яки», «Мамонт», «Кони», «Клоун», «Собачка» и «Славянская сказка», а также создание уникальной технологии и технических приёмов изготовления скульптуры награждён Золотой медалью ВДНХ СССР. 26 ноября 1986 года за создание и высокое мастерство исполнения в гутной технике оригинальных ваз для цветов из цветного хрусталя для серийного выпуска награждён Бронзовой медалью ВДНХ СССР. Также удостоен Гран-при Международной выставки «Гласпром-91» в Киеве. Художник неоднократно получал предложения работать за рубежом, но оставался верен Киеву и заводу на Демеевке. Уже не работая, Альберт Григорьевич часто ездил на завод, где состоялся взлёт его творчества. Тем временем в цехах гасили печи, и он стал свидетелем уничтожения последней из них — в результате инфаркт. А. Г. Балабин говорил о своём творчестве: «Мы зеркало нашей эпохи. По тому, что мы сделаем, что оставим после себя, будут судить о нашем времени, это огромная ответственность». Работы мастера находятся во многих музеях и галереях Украины, России, Казахстана, Бельгии, Великобритании, Голландии, Дании, Испании, Израиля, Италии, Германии, Франции, Финляндии, Хорватии, США, Канады, Кубы, Ливана, Таиланда и Японии. Проживал в доме № 34 по Гоголевской улице.